# 바이젠탄구
바이젠탄구(위구르어: جەرەنبۇلاق رايونى 자란부라크 구, 중국어: 白碱滩区, 병음: Báijiǎntān Qū)는 신장 위구르 자치구 커라마이 시의 현급 행정구역이다. 넓이는 1,272km2이고, 인구는 2007년 기준으로 50,000명이다.

## 기후
연평균 기온은 8.4℃이고 최고기온기록은 42.9℃, 최저기온기록은 -39.5℃이다. 연평균 강수량은 169mm이고 증발량은 2558mm이다. 무상일수는 225일이다.

## 행정 구역
2개 가도를 관할한다.
- 가도변사소: 中兴路街道, 三平路街道.